# Pauline Kael
Pauline Kael (19 de junio de 1919 - 3 de septiembre de 2001) fue una crítica de cine estadounidense, que escribió para la revista The New Yorker entre 1968 y 1991. Era conocida por sus reseñas "ingeniosas, mordaces, muy obstinadas y fuertemente enfocadas"; sus opiniones a menudo eran contrarias a las de sus contemporáneos. Fue una de las críticas de cine más influyentes de su época.
Dejó una impresión duradera en varios críticos de cine prominentes. Roger Ebert sostuvo en un obituario que Kael "tuvo una influencia más positiva sobre el clima del cine estadounidense que cualquier otra persona en las últimas tres décadas". Según él, "no tenía teoría, ni reglas, ni pautas, ni estándares objetivos. No se podía aplicar su 'enfoque' a una película. Con ella todo era personal". Owen Gleiberman señaló que Kael "era más que una gran crítica. Reinventó la forma y fue pionera en toda una estética de la escritura".

## Biografía

### Primeros años
Kael nació en una granja de pollos ubicada en Petaluma, California, hija de Isaac Paul Kael y Judith Friedman, dos emigrantes judíos provenientes de Polonia. Su familia perdió la granja cuando Kael tenía ocho años, por lo que debieron mudarse a San Francisco. En 1936 se matriculó en la Universidad de California en Berkeley, donde estudió filosofía, literatura y arte, pero abandonó la universidad en 1940. Kael tenía la intención de ingresar a la facultad de derecho, pero se unió a un grupo de artistas y se mudó a la ciudad de Nueva York junto al poeta Robert Horan.
Tres años más tarde, Kael regresó a Berkeley y "llevó una vida bohemia", escribiendo obras de teatro y trabajando en películas experimentales. Su residencia era una casa de dos pisos de 1905, que fue un epicentro para las personas relacionadas con las artes. Las paredes estaban decoradas por obras de Jess Collins y David Young Allen, además de reproducciones de grabados de Matisse y Picasso. El artista Harry Jacobus, que vivía en una cabaña detrás de la casa, escribió: "su hogar en Berkeley era un Grand Central para las personas interesadas en las artes. Pauline organizaba veladas con la elite cultural, ya que le encantaba el conjunto de las múltiples voces de la floreciente escena artística del área de ka bahía de los años 1950 y 60". En 1948, Kael y el cineasta James Broughton tuvieron una hija, Gina, que Kael criaría sola. Gina tuvo una enfermedad grave durante gran parte de su infancia; para mantener a su hija y a ella misma, Kael realizó diversos trabajos, como cocinera y costurera, además de algunas labores como redactora publicitaria.

### Inicios de su carrera
En 1953, el editor de la revista City Lights escuchó a Kael discutir sobre películas en una cafetería con una amiga y le pidió que escribiera una reseña de la película Candilejas de Charlie Chaplin. Aunque algunas fuentes indican que Kael apodó a la cinta "Slimelight" (un juego de palabras con slime, que significa "baboso" en inglés), la palabra no es mencionada en su reseña, la que de todos modos fue negativa hacia la película. A partir de entonces comenzó a publicar críticas cinematográficas de manera regular en revistas.
Sobre su estilo de escritura, tiempo después lo explicó de la siguiente manera: "Trabajé para aflojar mi estilo, para alejarme de la pomposidad de los ensayos que aprendimos en la universidad. Quería que las oraciones respiraran, que tuvieran el sonido de una voz humana". Kael menospreciaba el supuesto ideal de objetividad de los críticos, refiriéndose a ella como "objetividad de bobos", e incorporó aspectos de la autobiografía en sus críticas. En una reseña de la película neorrealista El limpiabotas (1946) de Vittorio De Sica, que es considerada una de sus críticas más memorables, Kael describió la experiencia de ver la película de esta forma:

... después de una de esas terribles peleas de enamorados que lo dejan a uno en un estado de desesperación incomprensible. Salí del cine llorando y escuché la voz petulante de una chica universitaria que se quejaba con su novio: "Bueno, no veo qué tenía de especial esa película". Caminé por la calle, llorando ciegamente, sin saber si mis lágrimas eran por la tragedia en la pantalla, la desesperanza que sentía por mí, o la alienación que sentía por aquellos que no podían experimentar el resplandor de El limpiabotas. Porque si la gente no puede sentir El limpiabotas, ¿qué "puede" sentir? ... Más tarde me enteré que el hombre con el que me había peleado había ido esa misma noche y también había salido llorando. Sin embargo, nuestras lágrimas el uno por el otro y por El limpiabotas no nos unieron. La vida, como lo demuestra El limpiabotas, es demasiado compleja para finales sencillos.

Kael transmitió varias de sus primeras críticas a través de la estación de la estación de radio pública alternativa KPFA, de Berkeley, y se hizo conocida además como la administradora del Berkeley Cinema Guild entre 1955 y 1960. Kael programaba películas en el cine "repitiendo sin excusas sus favoritas hasta que se convertían también en las favoritas de la audiencia". También escribió reseñas "punzantes" de las películas, que sus empleadores comenzaron a recopilar.

### Masificación
Kael continuó realizando diferentes trabajos hasta que recibió una oferta para publicar un libro de sus críticas. Publicado en 1965 con el título de I Lost It at the Movies, el libro vendió 150.000 ejemplares y se convirtió en un inesperado éxito de ventas. Coincidiendo con un trabajo en la revista femenina de alta circulación McCall's, Kael (como indicó Newsweek en un artículo de 1966) "se masificó".
Ese mismo año, escribió una mordaz crítica de la popular película The Sound of Music en McCall's. Tras mencionar que parte de la prensa la había apodado "El sonido del dinero" ("The sound of money"), Kael se refirió al mensaje de la cinta como una "mentira azucarada que la gente parece querer comer". Aunque algunos rumores indicaron que esta crítica provocó que fuese despedida de McCall's (algo que fue indicado también en su obituario redactado por The New York Times), tanto Kael como el editor de la revista, Robert Stein, negaron esto. Según Stein, la despidió "meses más tarde, después de menospreciar cada película comercial, desde Lawrence de Arabia y Dr. Zhivago hasta El prestamista y A Hard Day's Night".
Su despido de McCall's la llevó a escribir para The New Republic entre 1966 y 1967, donde los editores de la revista modificaban continuamente las reseñas de Kael sin su permiso. En octubre de 1967, Kael escribió un extenso ensayo sobre Bonnie and Clyde, que la revista se negó a publicar. William Shawn de The New Yorker obtuvo el texto y lo publicó en la edición del 21 de octubre de su revista. La crítica entusiasta que Kael escribió estaba en desacuerdo con la opinión imperante, que consideraba a la película como controvertida. Según el crítico David Thomson, "ella estaba en lo correcto acerca de una película que había desconcertado a muchos otros críticos". Pocos meses después de la publicación de su ensayo, Kael renunció a The New Republic. En 1968, Shawn le pidió a Kael que se uniera a The New Yorker. Ella aceptó y hasta 1979 alternó como crítica de cine cada seis meses con Penelope Gilliatt; se convirtió en la única crítica de la revista en 1980, tras ausentarse un año para trabajar en la industria del cine.

### Trabajo enThe New Yorker
En un comienzo, algunos consideraron que su estilo de escritura coloquial no encajaba con la visión más sofisticada de la revista. Kael recordó "haber recibido una carta de un eminente escritor de New Yorker sugiriendo que estaba pisoteando a través de las páginas de la revista con botas de vaquero cubiertas de estiércol". Sin embargo, durante su estadía en The New Yorker pudo aprovechar una plataforma que le permitió escribir extensamente, y con mínima interferencia editorial, logrando así una mayor prominencia. En 1968, la revista Time se refería a ella como "una de las principales críticas de cine del país".
En 1970, Kael recibió un premio George Polk por su trabajo en The New Yorker. Durante esa época continuó publicando colecciones de sus escritos bajo títulos sugerentes como Kiss Kiss Bang Bang, When the Lights Go Down y Taking It All In. Su cuarta colección, Deeper into Movies (1973), ganó el Premio Nacional del Libro de Estados Unidos en la categoría "artes y letras". Fue el primer libro de no ficción sobre cine que ganó ese premio.
Kael también escribió ensayos filosóficos sobre ir al cine, la moderna industria cinematográfica de Hollywood, y lo que ella percibía como la falta de coraje por parte del público para explorar películas menos conocidas y más desafiantes. Entre sus ensayos más populares se encuentra una crítica negativa sobre Marilyn: a Biography de Norman Mailer, un relato sobre la vida de Marilyn Monroe; una incisiva mirada a la carrera de Cary Grant; y "Raising Kane" (1971), un largo ensayo sobre la autoría de la película Citizen Kane.
Encargado como una introducción para el guion de rodaje de The Citizen Kane Book, "Raising Kane" fue publicado por primera vez en dos números consecutivos de The New Yorker. El ensayo amplió la disputa de Kael sobre la teoría de autor, argumentando que Herman J. Mankiewicz, coautor del guion, era prácticamente el único autor del guion y la verdadera fuerza rectora de la película. Kael alegó además que Orson Welles había planeado activamente privar a Mankiewicz de ser acreditado en la cinta. Welles consideró demandar a Kael por difamación. El director fue defendido por críticos de cine, académicos y amigos, incluyendo Peter Bogdanovich, quien refutó las afirmaciones de Kael en un artículo de 1972, que incluía la revelación de que Kael se había apropiado de la extensa investigación de un miembro de facultad de la UCLA y no se lo atribuyó.
Kael luchó contra lo editores New Yorker tanto como contra sus propios críticos. Discutió con William Shawn para reseñar la película pornográfica de 1972 Garganta profunda, aunque finalmente cedió. Según Kael, después de leer su crítica negativa de la cinta Badlands (1973) de Terrence Malick, Shawn dijo, "supongo que no sabías que Terry es como un hijo para mí", a lo que Kael respondió, "mala suerte, Bill", y su crítica fue publicada sin cambios. Además de las confrontaciones esporádicas con el editor, Kael dijo que pasaba la mayor parte de su jornada laboral en casa, escribiendo.
En 1979, Kael aceptó una oferta de Warren Beatty para ser consultora del estudio Paramount Pictures, pero dejó el cargo después de solo unos meses para volver a escribir críticas.

### Últimos años
A principios de la década de 1980, Kael fue diagnosticada con enfermedad de Parkinson, que tiene un componente cognitivo. A medida que su estado de salud empeoraba, se deprimió cada vez más con el estado de las películas estadounidenses, junto con la sensación de que "ya no tenía nada nuevo que decir". El 11 de marzo de 1991, anunció que dejaría de escribir críticas de forma periódica. Kael explicó que seguiría escribiendo ensayos para The New Yorker, junto con "algunas reflexiones y otros escritos sobre películas". Sin embargo, durante los siguientes diez años no publicó ningún trabajo nuevo, salvo una introducción a su compendio de 1994, For Keeps. En la introducción (que fue publicada también en The New Yorker), Kael dijo, en referencia a su crítica cinematográfica: "Con frecuencia me preguntan por qué no escribo mis memorias. Creo que lo he hecho".
Aunque no publicó nuevos escritos, Kael no era reacia a dar entrevistas, donde ocasionalmente daba su opinión sobre películas y programas de televisión. En una entrevista de 1998 para Modern Maturity, dijo que a veces se arrepentía de no poder hacer críticas: "Hace unos años, cuando vi Vanya on 42nd Street, quise tocar trompetas. Tus trompetas desaparecen una vez que te jubilas". Kael falleció en 2001, en su casa de Great Barrington, Massachusetts, a causa de la enfermedad de Parkinson, a los 82 años.

## Libros
- I Lost It at the Movies (1965)

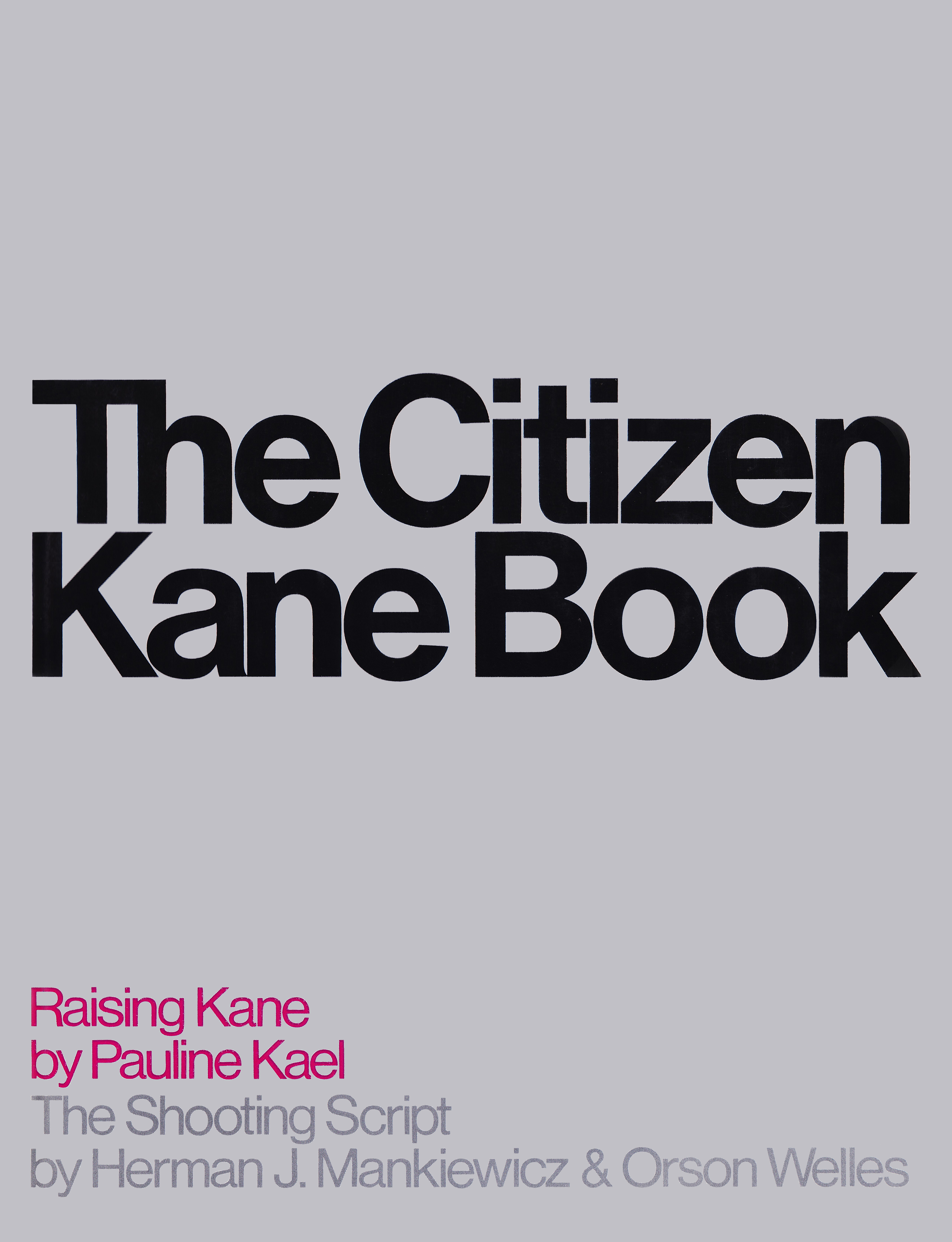
Portada de The Citizen Kane Book (1971)

- Kiss Kiss Bang Bang (1968) (ISBN 0-316-48163-7)
- Going Steady (1969) (ISBN 0-553-05880-0)
- The Citizen Kane Book (1971) (OCLC 209252)
- Deeper into Movies (1973) (ISBN 0-7145-0941-8)
- Reeling (1976)
- When the Lights Go Down (1980) (ISBN 0-03-042511-5)
- 5001 Nights at the Movies (1982, revisitado en 1984 y 1991) (ISBN 0-8050-1367-9)
- Taking It All In (1984) (ISBN 0-03-069362-4)
- State of the Art (1987) (ISBN 0-7145-2869-2)
- Hooked (1989)
- Movie Love (1991)
- For Keeps (1994)
- Raising Kane, and other essays (1996)